# نشاط إعلامي
محتجو حركة 

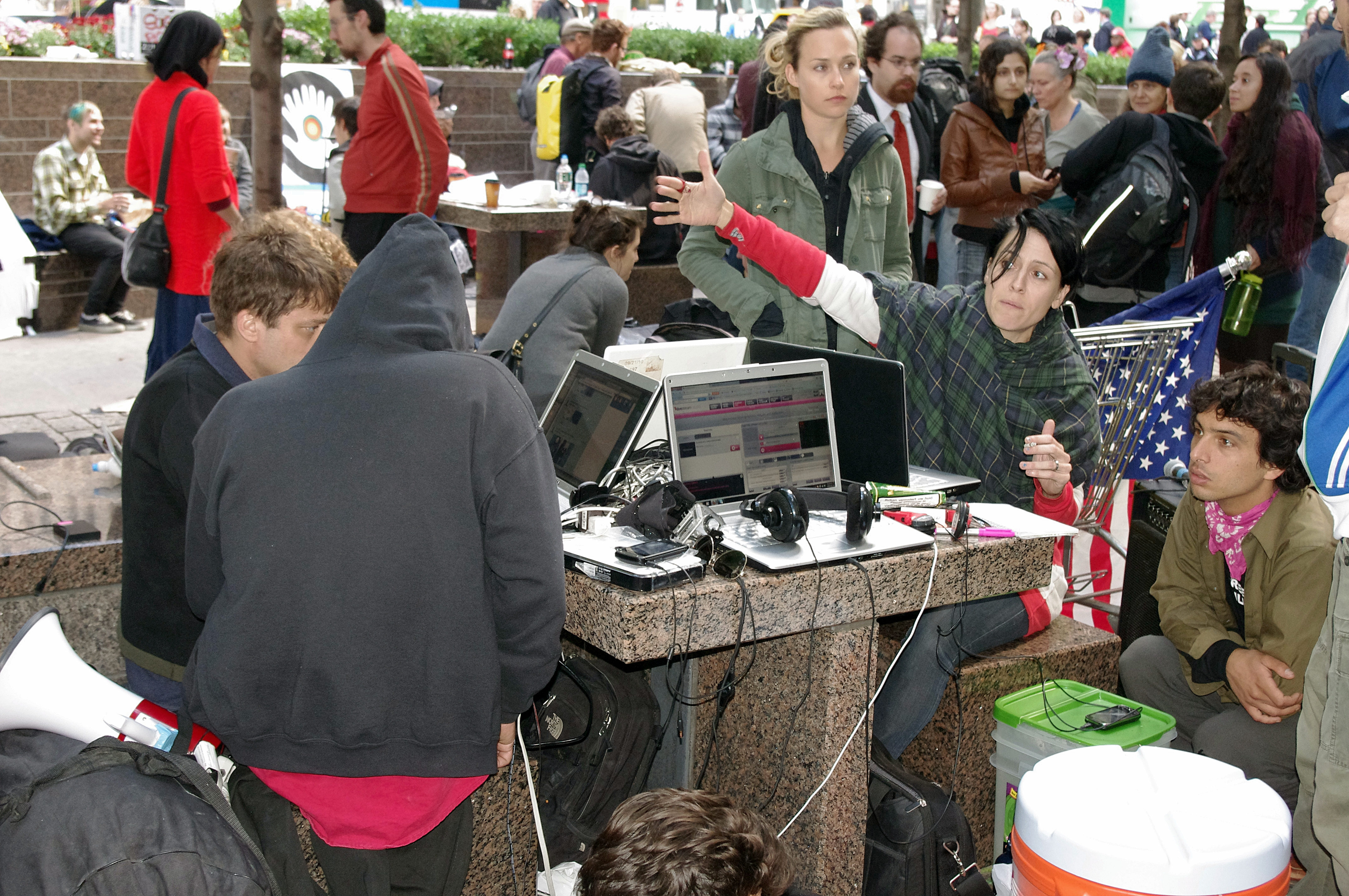
احتلوا وول ستريت في حديقة زوكوتي يستخدمون أجهزة الحاسوب المحمولة الخاصة بهم، سبتمبر 2011

النشاط الإعلامي هو فئة واسعة النطاق من النشاط الذي يستخدم وسائل الإعلام وتكنولوجيات الاتصال في الحركات السياسية والاجتماعية. وتشمل وسائل النشاط الإعلامي نشر الأخبار على مواقع الإنترنت، وإجراء التحقيقات بالصوت والصورة، ونشر المعلومات حول الاحتجاجات، وتنظيم الحملات المتعلقة بسياسات الإعلام والاتصالات.
يمكن استخدام النشاط الإعلامي للعديد من الأغراض المختلفة. وكثيرًا ما يستخدم من جانب نشطاء الحركات ذات القاعدة الشعبية والفوضويين لنشر المعلومات التي لا تتوافر عبر وسائل الإعلام الرئيسية أو لتبادل القصص الإخبارية المراقبة. وتعتبر بعض أشكال القرصنة ذات الدوافع السياسية والحملات التي تتم على شبكة الإنترنت أيضًا نشاطًا إعلاميًا. وفي كثير من الأحيان، يركز النشاط الإعلامي على تغيير السياسات المتعلقة بوسائل الإعلام والاتصالات.

## أشكال النشاط الإعلامي
كثيرًا ما تستخدم وسائط التواصل الاجتماعي باعتبارها شكلاً من أشكال النشاط الإعلامي. وبسبب ميزاتها التفاعلية واستخدامها على نطاق واسع، يمكن للمستخدمين نشر المعلومات وجمع المؤيدين بشكل سريع. ويمكن لبرامج مثل فيسبوك وتويترو انستاغرام الوصول إلى الجمهور بشكل أكبر بكثير من وسائل الإعلام التقليدية. على الرغم من استعداد نسبة قليلة فقط من الأشخاص الذين يبدون اهتمامًا بقضية ما عبر الإنترنت للالتزام بالعمل دون اتصال، يُنظر إلى وسائط التواصل الاجتماعي على أنها «خطوة أولى في سلم المشاركة».
يعتبر التشويش الثقافي، وهو شكل آخر من أشكال النشاط الإعلامي، إستراتيجية تخريبية للاحتجاج، وفيه تتم إعادة صياغة العبارات والمجازات الخاصة بوسائل الإعلام الرئيسية (من أجل الاستفادة من الموارد والأماكن التي تمتلكها).
وقد وسع النشاط الإعلامي نطاقه ليشمل مجالات الدراسة مثل الصحافة ووسائل الإعلام الإخبارية.(على التلفاز، المذياع...) وبالإضافة إلى ذلك يقوم النشاط الإعلامي بتثقيف الجمهور ليصبحوا منتجي وسائل إعلام خاصة بهم. وسيتم توسيع نطاق النشاط الإعلامي لتسهيل العمل من خلال الإنتاج الإعلامي والمشاركة.

## دراسات الحالة
أصبحت وسائط التواصل الاجتماعي أداة تنظيم رئيسية للحركات السياسية والاجتماعية على مستوى العالم. فهي تعمل على تعزيز شبكات العلاقات السياسية والاجتماعية القائمة بالفعل بين النشطاء دون اتصال. ويمكن ربط النشاط الإعلامي بين الشباب بالطريقة التي يستخدمونها في الاحتجاج وإقامة مجتمعات على الإنترنت حول قضايا محددة وإقامة علاقات اجتماعية.

### فنزويلا
يستعمل اليوم ما يقرب من 32 في المائة من مستخدمي الإنترنت الفنزويليين وسائط التواصل الاجتماعي بشكل منتظم.
وفي الآونة الأخيرة، تم استخدام وسائط التواصل الاجتماعي سياسيًا لتحقيق النجاح خلال الانتخابات، ومنها حملة إعادة انتخاب الرئيس الفنزويلي هوغو تشافيز عام 2012 والحملة الانتخابية الرئاسية بين نيكولاس مادورو وإنريكه كابريليس عام 2013. وقد تم استخدام وسائط التواصل الاجتماعي لتنظيم المسيرات والبرامج السياسية وكان لها تأثير على محتوى الحملات. واستخدم مرشح المعارضة كابريليس وسائط التواصل الاجتماعي كوسيلة بين النشطاء «لحشد» الدعم والتواصل مع الناخبين سياسيًا. ويرتبط هذا الشكل من أشكال النشاط الإعلامي ارتباطًا وثيقًا بالشباب الفنزويليين—وهو الجيل الذي يعتبر بارعًا في مجال التكنولوجيا.
في 14 مارس 2013، قضت هيئة التحقيقات الجنائية والعلمية والعقوبات في فنزويلا بسجن لورديس أليسيا أورتيغا بيريز بسبب التغريدة التي أرسلها على موقع تويتر باعتبار أنها «تزعزع استقرار البلاد».

### الربيع العربي

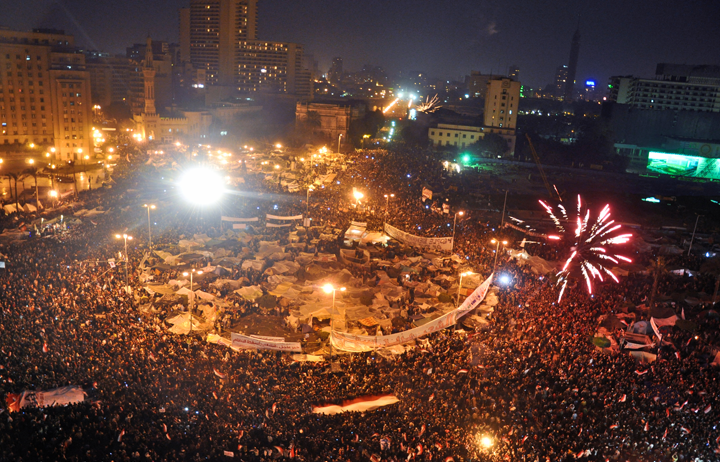
محتجون في مصر يحتفلون في ميدان التحرير بعد إعلان الرئيس مبارك تنحيه عن منصبه.

أدت انتفاضات الربيع العربي التي اندلعت عام 2011 إلى استخدام نشاط وسائط التواصل الاجتماعي بشكل مكثف داخل تونس وليبيا ومصر. وقد ركزت هذه الدول على قدرة المجتمع على استخدام وسائط التواصل الاجتماعي والبدء في تنظيم مبادرة شعبية لتقديم نموذج معولم للديمقراطية. وقد تم وصف الشباب العربي بالمجتمعات «المتفتحة» من خلال وسائط التواصل الاجتماعي في المناطق التي على خلاف ذلك حيث تتسم حكوماتها بالقمعية.
استخدم المحتجون المصريون وسائط التواصل الاجتماعي لتقليل الصعوبات والتكاليف المرتبطة بتنظيم المسيرات والقوة السياسية التي يسهل حشدها. ويسمح تيسير التجمع عبر وسائط التواصل الاجتماعي بإنشاء مداخل جديدة للمشاركة المدنية حيث قمعت مصر مثل هذه الفرص في ظل قانون الطوارئ الذي استمر العمل به على مدى الثلاثين عامًا الماضية. وقد أدت هذه الانتفاضة إلى اندلاع صراع عنيف داخل كل من هذه الدول، وبالتالي يمكن اعتبار وسائل الإعلام والنشاط الإعلامي مساهمًا أساسيًا في تشكيل الهوية الوطنية الجديدة للدول تحت حكم جديد.

### الصين
تمتلك الصين قوانين رقابة قوية ثابتة، حيث لا تعتبر الحريات الصحافية مطلقة، حيث يتم قمعها نوعًا ما ولكنها تتطور. وقد عمل الشباب في الصين من أجل التوصل إلى حريات صحفية أقوى على شبكة الإنترنت وتخصيصها من أجل الاستفادة من مبادئ النشاط الإعلامي. ويتم إجراء محادثات مدنية مكثفة على شبكة الإنترنت في الصين. وقد سخر الشباب من الحكومة عبر ما أصبح يعرف باسم «نقد السرطان النهري،» والذي بدوره حفز المحادثات المدنية على شبكة الإنترنت. استغل النشطاء الإعلاميون في الصين الحرية وتواجدهم على شبكة الإنترنت لتغيير الصور، مثل وضع وجه الزعيم الشيوعي الصيني ماو على صورة مارلين مونرو. وتمت صياغة هذه الصورة بحيث تقف مارلين مونرو وبجانبها ألفاظ متجانسة للتدنيس. كانت «مارلين مونرو» معارضة للسرطان النهري المجتمعي، وهو تلاعب بلفظ «التجانس»، المبدأ الذي وضعته الرقابة الصينية من أجل التطوير، ولكنها فشلت في القيام بذلك.
في الصين، اكتشف الشباب وغيرهم من النشطاء الإعلاميين أساليب جديدة للانتقاد غير المباشر للبيئات السياسية والمجتمعية واستفادوا منها، ملتفين على الرقابة الحكومية. وتعتبر وسائط التواصل الاجتماعي من بين أحدث وسائل النقد. ويستخدم النشطاء «المدونات المصغرة» لنقد الحكومة. ولذلك يمكن النظر إلى التدوين باعتباره نهجًا إعلاميًا ناشطًا للمشاركة المدنية ضمن حدود الرقابة الحكومية.

## قمع النشاط الإعلامي
حاولت بعض الدول مثل كوريا الشمالية وفنزويلا والصين تقليص النشاط الإعلامي من خلال استخدام مجموعة متنوعة من الأساليب. تشارك الدولة الصينية في الرقابة على الإعلام تحت مسمى الوفاق الوطني، على الرغم من زعم مجلس العلاقات الخارجية أن قمع النشاط على شبكة الإنترنت يهدف لحماية المصالح السياسية أو الاقتصادية للسلطات. في كوريا الشمالية، تقلص الدولة عمليًا جميع أشكال الاتصالات الرقمية، ولكن القليل من الصحفيين من المواطنين عبر الحدود الوطنية قد استخدموا التكنولوجيا مثل الهواتف المحمولة وأجهزة فلاش يو اس بي لتوصيل الأخبار الدقيقة للمواطنين والعالم الخارجي.

## المنظمات
- الديمقراطية الآن!
- الإنصاف والدقة في نقل الأخبار (FAIR)
- فري بريس (منظمة)
- المركز الإعلامي المستقل
- التحالف الإعلامي
- رينف (RINF)